# Список Героев Советского Союза (Махачкала)
Список Героев Советского Союза, родившихся и живших в городе Махачкала.

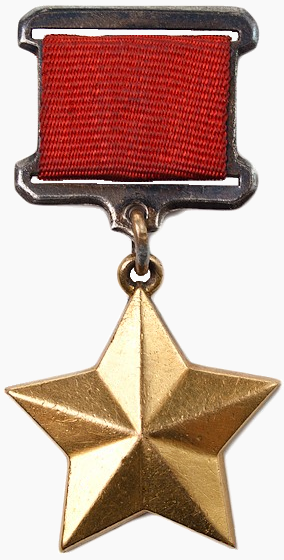
Медаль «Золотая Звезда» — вручалась Героям Советского Союза

## А
- Алиев, Газрет Агаевич — жил в Махачкале.

## Б
- Бондаренко, Владимир Илларионович — родился в Махачкале.

## В
- Волкодав, Иван Егорович — жил в Махачкале.

## Г
- Гальченко, Леонид Акимович — родился в Махачкале.
- Горбачев, Иван Петрович — в 30-х гг. жил в Махачкале.
- Гражданкин, Виктор Иванович — родился в Махачкале.
- Громаковский, Владимир Александрович — жил в Махачкале.

## Д
- Дмитриев, Павел Павлович — жил в Махачкале.

## З
- Земцов, Николай Андреевич — с 30-х гг. жил в Махачкале.

## К
- Калуцкий, Николай Васильевич — жил в Махачкале.
- Кузнецов, Дмитрий Игнатьевич — жил в Махачкале.

## О
- Овчаров, Александр Михайлович — жил в Махачкале.
- Орлов, Андрей Борисович — родился в Махачкале.

## П
- Подвальный, Сергей Викторович — родился в Махачкале.
- Подорожный, Николай Алексеевич — родился в Махачкале.
- Пряничников, Николай Иванович — жил в Махачкале.

## С
- Селивантьев, Фёдор Григорьевич — жил в Махачкале.
- Ситковский, Александр Николаевич — жил в Махачкале.
- Сумин, Андрей Васильевич — жил в Махачкале.
- Сухов, Константин Васильевич — родился в Махачкале.